# 막시밀리아노 모랄레스
막시밀리아노 니콜라스 모랄레스(스페인어: Maximiliano Nicolás Moralez, 1987년 2월 27일 ~ )는 아르헨티나의 축구 선수로 현재는 아르헨티나 프리메라 디비시온의 라싱 클루브에서 미드필더로 뛰고 있다.

## 수상

### 클럽
벨레스 사르스피엘드
- 아르헨티나 프리메라 디비시온 : 우승 (2009 토르네오 클라우수라, 2011 토르네오 클라우수라), 준우승 (2010 토르네오 아페르투라)

 FC 모스크바
- 러시아 프리미어리그 : 4위 (2007)

 클루브 레온
- 리가 MX : 3위 (2015 토르네오 아페르투라, 2016 토르네오 클라우수라)

 뉴욕 시티
- MLS컵 : 우승 (2021), 동부컨퍼런스 4강 (2017, 2018, 2019)

### 국가대표팀
아르헨티나 U-20
- CONMEBOL U-20 축구 선수권 대회 : 준우승 (2007)
- FIFA U-20 월드컵 : 우승 (2007)

### 개인
- FIFA U-20 월드컵 실버볼 : 2007
- FIFA U-20 월드컵 브론즈슈 : 2007 (4골/조지 앨티도어와 공동 수상)
- 메이저 리그 사커 올스타 : 2019
- 메이저 리그 사커 베스트 11 : 2019